# Кофре де Пероте
Кофре де Пероте (шп. Cofre de Perote; изворно нaвт. Naupa-Tecutépētl) је штитасти вулкан у стању мировања у мексичкој држави Веракруз. Налази се на контакту трансмексичког вулканског појаса са планинским ланцем Источне Сијера Мадре у средишту истоименог националног парка. 
Северно од вулкана налази се варошица Пероте по којој је вулкан и добио име. 
Са надморском висином од 4.282 метра, осми је по величини врх у Мексику. 